# Boeing 737 MAX

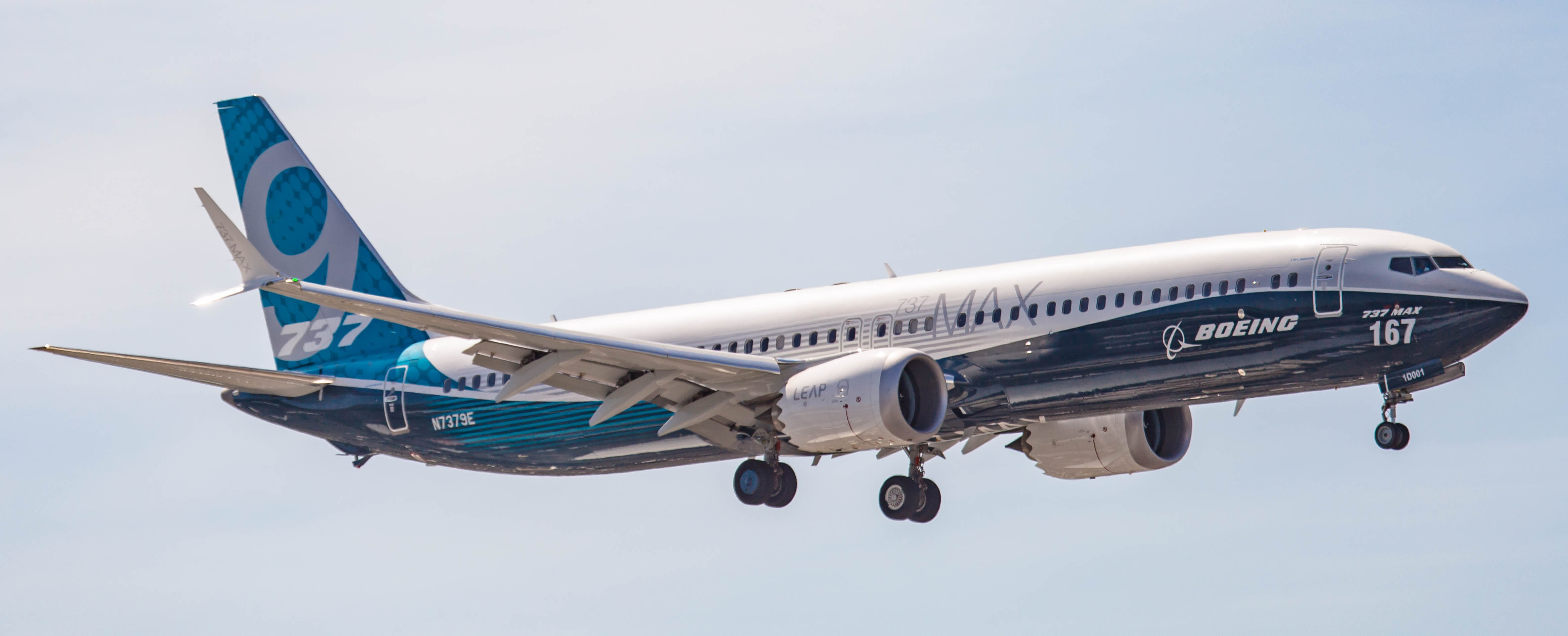
Un Boeing 737 MAX 9

Il Boeing 737 MAX è un modello di aeroplano a fusoliera stretta, in servizio dal 2017, prodotto dalla statunitense Boeing. Sostituisce il Boeing 737 Next Generation (737 NG) e rappresenta la quarta generazione del Boeing 737. Il 737 MAX si differenzia principalmente dal 737 NG per l'utilizzo dei più grandi motori CFM International LEAP-1B e per altre modifiche aerodinamiche comprese le sue distintive split-tip winglets e modifiche alla cellula.
La nuova serie è stata annunciata pubblicamente il 30 agosto 2011. Ha effettuato il suo primo volo il 29 gennaio 2016 e ha ottenuto la certificazione FAA nel marzo 2017. La prima consegna è stata un MAX 8 nel maggio 2017, a Malindo Air, con la quale ha iniziato il servizio il 22 maggio 2017.
La serie 737 MAX è disponibile in quattro varianti, offrendo da 138 a 204 posti nella tipica configurazione a due classi e un'autonomia da 3 215 a 3 825 nmi (da 5 954 a 7 084 km). Il 737 MAX 7, MAX 8 (compreso MAX 200 da 200 posti) e MAX 9 sono destinati a sostituire rispettivamente il 737-700, -800 e -900. Una lunghezza aggiuntiva è offerta con il 737 MAX 10. A dicembre 2019, il Boeing 737 MAX aveva ricevuto 4 932 ordini e consegnato 387 aeromobili.
Nel marzo 2019, il 737 MAX è stato messo a terra in tutto il mondo dopo che 346 persone sono morte in due gravi incidenti, il volo Lion Air 610 e il volo Ethiopian Airlines 302. Boeing ha lavorato per riprogettare il sistema di controllo MCAS che ha avuto un ruolo cruciale in entrambi i disastri. Le indagini hanno evidenziato l'insabbiamento della Boeing e la mancanza di certificazione della FAA. La Boeing ha successivamente sospeso la produzione nel gennaio 2020 con circa 400 velivoli in attesa di consegna; la produzione è ripresa nel maggio 2020 a un ritmo ridotto dell'80%.
Tra il 29 giugno ed il 1 luglio 2020, la FAA e la Boeing hanno condotto una serie di voli di prova per la ricertificazione. Transport Canada ed EASA hanno concluso ciascuna i propri voli di ricertificazione indipendenti alla fine di agosto e all'inizio di settembre 2020. Il 18 novembre 2020, la FAA ha autorizzato il MAX a tornare in servizio. Prima che l'aereo possa riprendere il servizio, le modifiche dovranno essere implementate secondo una futura prescrizione di aeronavigabilità della FAA e i programmi di formazione delle compagnie aeree dovranno essere approvati. I voli passeggeri negli Stati Uniti d'America con questo aereo sono ripresi nei primi mesi del 2021.

## Storia del progetto
A partire dal 2006 la Boeing ha cominciato a discutere la sostituzione del Boeing 737 con un modello dal design moderno che seguisse il Boeing 787 Dreamliner (chiamato Boeing Y1). La decisione fu tuttavia ritardata al 2011.
Nel 2010 però la Airbus lanciò la famiglia Airbus A320neo, una nuova serie di aerei a fusoliera stretta con nuovi motori per migliorare il consumo di carburante e l'efficienza operativa. Molte compagnie cominciarono ad ordinare il nuovo aereo, in particolare AirAsia e IndiGo, e questo mise sotto pressione la Boeing; il 30 agosto 2011 la compagnia approvò il progetto del 737 MAX. La Boeing stimò che il nuovo velivolo avrebbe portato a un risparmio di carburante del 16% rispetto all'Airbus A320 e del 4% rispetto all'Airbus A320neo. Il raggio del 737 MAX era stimato eguagliare o superare quello del concorrente Airbus.
Le varianti della nuova famiglia sono le seguenti: MAX 7, MAX 8 (con la versione MAX 200), MAX 9 e MAX 10, identificate con i codici ICAO rispettivamente B37M, B38M, B39M e B3JM. La Boeing ha comunicato che la lunghezza della fusoliera e la configurazione dei portelloni sarà la stessa della serie precedente.

## Tecnica
Come nei recenti standard di produzione, il 737 MAX riceverà il pacchetto Boeing Sky Interior, con cappelliere e illuminazione a LED, entrambe basate sugli interni del Boeing 787 Dreamliner, così come per le winglet.
Verrà inoltre introdotto un nuovo modello di wingtip sui nuovi 737. Simile a un ibrido fra winglet e wingtip, secondo la Boeing questo modello assicurerà un ulteriore 1,5% di risparmio carburante, più del 12% di risparmio già previsto per il 737 MAX.
Boeing ha anche pianificato di aggiungere ulteriori sistemi fly-by-wire alla famiglia 737 MAX, anche se le aggiunte saranno minime, e ha confermato che saranno aggiunti agli spoiler.

### Motori
Boeing ha speso gran parte del 2011 nel valutare due diversi diametri del turbofan CFM International LEAP-1B: 168 cm o 173 cm; entrambi comporterebbero cambiamenti al carrello di atterraggio per mantenere i 43 cm di distanza fra motore e suolo. L'amministratore delegato di Boeing Commercial Airplanes, Jim Albaugh, ha affermato che il motore più grande consuma meno carburante ma produce più resistenza e pesa di più, e occorrerebbero ulteriori, estesi cambiamenti alla cellula dell'aereo.
Entrambi i diametri delle ventole sono un incremento rispetto ai 157 cm del CFM56-7B montato sul Boeing 737 Next Generation.
Nel novembre 2011, la Boeing ha annunciato la scelta del motore dal diametro di 173 cm. A causa della maggior larghezza del motore il carrello di atterraggio è allungato di 15–20 cm per mantenere la distanza motore-suolo. La configurazione definitiva del 737 MAX è stata svelata a fine 2013.
Il 17 maggio 2012, la Boeing ha annunciato un'ulteriore modifica al diametro della ventola, portandolo a 176 cm. Il diametro più grande della ventola sarà compensato con un più piccolo "core" del motore, in precedenza identificato come una criticità al design prima della configurazione finale pianificata per metà del 2013.

### MCAS
L'adozione di motori di maggior diametro ha comportato, per permettere un'adeguata separazione delle gondole motore dal suolo, il posizionamento delle gondole più in avanti e più in alto rispetto alle configurazioni precedenti. Già nelle prime fasi di progettazione, nel 2012, simulando il volo ad alte velocità e angoli di incidenza ("angle of attack" in inglese), fu riscontrata una risposta non lineare del velivolo ai comandi del pilota. I progettisti della Boeing decisero quindi di introdurre un sistema di controllo automatico chiamato MCAS (Maneuvering Characteristics Augmentation System) per mitigare il comportamento poco prevedibile in tale parte, poco ristretta, dell'inviluppo di volo. Il sistema si sarebbe attivato solo al contemporaneo superamento di un limite fornito dal sensore dell'angolo di attacco e di un altro limite dato dall'accelerometro e sarebbe rimasto disabilitato per qualsiasi assetto diverso da quello in cui era presente la criticità. All'attivazione, il MCAS avrebbe comandato un movimento a picchiare del velivolo, con una graduale rotazione (0,6 gradi ogni 10 secondi) dello stabilizzatore di coda.
Nel 2016, durante i primi voli di prova necessari alla certificazione del velivolo, anche alle basse velocità ed alti angoli di incidenza (cioè in assetti prossimi allo stallo aerodinamico) emerse un comportamento non ottimale dell'aereo, con una riduzione del margine di stabilità longitudinale a causa delle forze aerodinamiche generate dalle gondole motore. In queste situazioni, aumentando ulteriormente l'angolo di incidenza (e cioè avvicinandosi ad un possibile stallo aerodinamico), la forza aerodinamica generata dalle nuove gondole contribuisce con un momento cabrante maggiore, producendo comportamento diverso (più instabile) rispetto alle precedenti serie di 737. Il MCAS fu quindi modificato, estendendone il funzionamento anche a questa parte dell'inviluppo di volo, rimuovendo dalla logica di intervento il dato proveniente dall'accelerometro (che a basse velocità ne avrebbe impedito l'attivazione) ed aumentando notevolmente la velocità di rotazione dello stabilizzatore di coda (2,5 gradi ogni 10 secondi), dal momento che, per ottenere una determinata risposta, l'escursione dei comandi necessaria è tanto più ampia quanto minore è la velocità.
Nell'aprile del 2017, alla consegna dei primi esemplari di 737 MAX, l'esistenza di questo impianto era descritta solo nel manuale di manutenzione e si riferiva alla prima versione del MCAS. Per quanto riguarda i manuali di volo dei piloti, invece, durante il processo di certificazione (marzo 2016) la Boeing formulò la richiesta (poi accolta dalla FAA) di rimuovere ogni riferimento al MCAS, giustificandola con il modesto impatto che il sistema poteva avere sulla condotta del velivolo. A seguito dell'incidente del volo Lion Air 610, furono aggiornati anche i manuali di volo introducendo la descrizione dell'impianto MCAS.

## Impiego operativo

### Interdizione al volo e sospensione della produzione
L'11 marzo 2019, a seguito dell'incidente del volo Ethiopian Airlines 302 alcuni paesi hanno deciso di chiudere lo spazio aereo a tutti gli aerei 737 MAX. In Europa il blocco dei 737 MAX è entrato in vigore grazie alla direttiva EASA 2019-0051-E datata 12 marzo 2019 con la quale si vieta l'utilizzo di 737 MAX 8 e 737 MAX 9 nello spazio aereo europeo. Il blocco è stato reso attivo dalle 19:00 UTC dello stesso giorno. Negli Stati Uniti d'America il blocco è entrato in vigore il 14 marzo 2019 tramite una direttiva FAA che ha messo a terra tutti gli aerei 737 MAX delle compagnie. Il blocco dei voli dell'apparecchio si è esteso a tutti i paesi del mondo ed ha avuto immediate, pesanti conseguenze per l'immagine e per i conti dell'azienda produttrice, nonché per l'indotto e per le compagnie aeree che hanno adottato il velivolo.
Dopo la notizia che la Federal Aviation Administration (FAA) non ne avrebbe approvato il ritorno in servizio prima del 2020, il 16 dicembre 2019 Boeing ha annunciato la sospensione "temporanea" della produzione del velivolo. La produzione è poi ripresa, ad un ritmo graduale, il 27 maggio 2020.
Il 18 novembre 2020, la FAA ha annunciato di aver autorizzato il 737 MAX a tornare in servizio. Le compagnie aeree devono effettuare la manutenzione e gli aggiornamenti del sistema prima che i voli possano riprendere. Anche i programmi di addestramento delle compagnie aeree richiederanno l'approvazione.
Tutta la vicenda è analizzata nel documentario Downfall - Il caso Boeing.

### Incidenti
Lunedì 29 ottobre 2018: un Boeing 737 MAX 8, registrato come PK-LQP della compagnia aerea indonesiana Lion Air, operativo dall'agosto dello stesso anno, e quindi utilizzato soltanto per un paio di mesi, è precipitato nel mare di Giava poco dopo il decollo dall'Aeroporto di Giacarta da una quota di 5.000 piedi. Il disastro ha causato la morte di tutte e 189 le persone a bordo. È stato il primo incidente di un 737 MAX e il peggiore a coinvolgere il Boeing 737.
Domenica 10 marzo 2019: un Boeing 737 MAX 8, registrato come ET-AVJ della compagnia Ethiopian Airlines, operativo dal novembre precedente, è precipitato alla periferia della capitale etiope. L'aereo stava operando il volo ET302 che collega Addis Abeba alla capitale keniota Nairobi e l'incidente è avvenuto alle ore 8:44 locali, appena sei minuti dopo il decollo dell'aeromobile. Anche in questo caso nessuna persona a bordo è sopravvissuta, con 157 vittime, fra cui otto membri dell'equipaggio. Secondo i dati del sito Flightradar24, l'aereo avrebbe sofferto una perdita di quota prima dello schianto, analogamente a quanto accaduto nel caso del volo Lion Air 610.
Venerdì 5 gennaio 2024: un Boeing 737 MAX 9, registrato come N704AL della compagnia Alaska Airlines, mentre operava come volo 1282 pochi minuti dopo il decollo da Portland (Oregon) verso Ontario (California) con 177 persone a bordo (171 passeggeri e 6 membri dell’equipaggio) ha dovuto effettuare un atterraggio di emergenza all'aeroporto di Portland a causa della perdita in volo di uno dei portelloni. L'incidente non ha causato vittime. Come prima azione, l'amministratore delegato della compagnia ha comunicato lo stesso giorno la decisione di interrompere immediatamente l'utilizzo di tutti i 65 aeromobili del medesimo modello in servizio per la compagnia, in attesa di controlli specifici su ciascun velivolo.

## Versioni
- 737 MAX 7 – Sostituirà il 737-700 e il 737-700ER
- 737 MAX 8 – Sostituisce il 737-800
  - 737 MAX 8-200 - Versione del MAX 8 a 200 posti con due uscite di sicurezza aggiuntive, operato esclusivamente da Ryanair.
- 737 MAX 9 – Sostituirà il 737-900ER
- 737 MAX 10 – Variante allungata per competere con l'A321neo del costruttore europeo Airbus.

## Dati tecnici
| Versione                                | 737 MAX 7                 | 737 MAX 8                 | 737 MAX 9                 | 737 MAX 10                |
| --------------------------------------- | ------------------------- | ------------------------- | ------------------------- | ------------------------- |
| Codice ICAO                             | B37M                      | B38M                      | B39M                      | B3XM                      |
| Codice IATA                             | 7M7                       | 7M8                       | 7M9                       | 7MJ                       |
| Equipaggio in cabina di pilotaggio      | 2 piloti                  | 2 piloti                  | 2 piloti                  | 2 piloti                  |
| Capacità massima passeggeri             | 172                       | 210                       | 220                       | 230                       |
| Lunghezza totale                        | 35,56 m                   | 39,47 m                   | 42,11 m                   | 43,79 m                   |
| Diametro cabina                         | 3,51 m                    | 3,51 m                    | 3,51 m                    | 3,51 m                    |
| Diametro fusoliera                      | 3,76 m                    | 3,76 m                    | 3,76 m                    | 3,76 m                    |
| Larghezza piano orizzontale             | 14,35 m                   | 14,35 m                   | 14,35 m                   | 14,35 m                   |
| Apertura alare                          | 35,92 m                   | 35,92 m                   | 35,92 m                   | 35,92 m                   |
| Superficie alare                        | 127,0 m²                  | 127,0 m²                  | 127,0 m²                  | 127,0 m²                  |
| Freccia alare                           | 25°                       | 25°                       | 25°                       | 25°                       |
| Altezza fusoliera                       | 5,51 m                    | 5,51 m                    | 5,51 m                    | 5,54 m                    |
| Altezza totale                          | 12,50 m                   | 12,45 m                   | 12,40 m                   | 12,45 m                   |
| Passo                                   | 13,36 m                   | 15,60 m                   | 17,17 m                   | 18,34 m                   |
| Peso operativo a vuoto (OEW)            | –                         | 45 070 kg                 | –                         | –                         |
| Peso massimo senza carburante (MZFW)    | 62 913 kg                 | 65 952 kg                 | 70 987 kg                 | 72 574 kg                 |
| Peso massimo durante il rullaggio (MTW) | 80 512 kg                 | 82 417 kg                 | 88 541 kg                 | 89 992 kg                 |
| Peso massimo al decollo (MTOW)          | 80 285 kg                 | 82 190 kg                 | 88 314 kg                 | 89 765 kg                 |
| Peso massimo all'atterraggio (MLW)      | 66 043 kg                 | 69 308 kg                 | 74 343 kg                 | 75 931 kg                 |
| Carico utile massimo                    | –                         | 20 882 kg                 | –                         | –                         |
| Capacità cargo                          | 32,3 m³                   | 43,6 m³                   | 51,3 m³                   | 55,5 m³                   |
| Capacità massima carburante             | 25 816 L                  | 25 817 L                  | 25 817 L                  | 25 817 L                  |
| Velocità di crociera                    | 0,79 Mach (975,49 km/h)   | 0,79 Mach (975,49 km/h)   | 0,79 Mach (975,49 km/h)   | 0,79 Mach (975,49 km/h)   |
| Velocità massima                        | 0,82 Mach (1 012,54 km/h) | 0,82 Mach (1 012,54 km/h) | 0,82 Mach (1 012,54 km/h) | 0,82 Mach (1 012,54 km/h) |
| Autonomia                               | 3 850 nmi 7 130 km        | 3 350 nmi 6 570 km        | 3 350 nmi 6 570 km        | 3 300 nmi 6 110 km        |
| Quota di tangenza                       | TBD                       | 41 000 ft (12 500 m)      | 41 000 ft (12 500 m)      | TBD                       |
| Motori (x2)                             | CFM LEAP-1B               | CFM LEAP-1B               | CFM LEAP-1B               | CFM LEAP-1B               |
| Spinta (x2)                             | 107-130 kN                | 107-130 kN                | 107-130 kN                | 107-130 kN                |

## Utilizzatori
Dopo i due incidenti avvenuti tra la fine del 2018 e l'inizio del 2019 che ne hanno evidenziato i difetti di progettazione, nessun 737 MAX è stato in volo per oltre un anno. Al dicembre 2020, alcuni esemplari hanno condotto voli di test e, dopo le ri-certificazioni da parte dei vari enti predisposti, riprenderanno gradualmente in servizio. Le prime compagnie ad effettuare voli passeggeri sono state American Airlines, Aeroméxico e Gol Transportes Aéreos.
Al gennaio 2024, dei 1 445 esemplari consegnati, 1 432 sono operativi.
Gli utilizzatori principali sono:
- Southwest Airlines (225 esemplari)
- United Airlines (162 esemplari)
- Ryanair (87 esemplari)
- Alaska Airlines (66 esemplari)
- American Airlines (59 esemplari)
- flydubai (56 esemplari)
- Aeroméxico (52 esemplari)
- Gol Transportes Aéreos (45 esemplari)
- Malta Air (42 esemplari)
- Air Canada (40 esemplari)
- WestJet (32 esemplari)
- Copa Airlines (29 esemplari)
- China Southern Airlines (26 esemplari)
- Turkish Airlines (25 esemplari)
- Akasa Air (23 esemplari)
- Icelandair (18 esemplari)
- TUI Airways (17 esemplari)
- Air China (16 esemplari)
- Batik Air Malaysia (16 esemplari)
- Ethiopian Airlines (16 esemplari)
- Flair Airlines (16 esemplari)
- Singapore Airlines (16 esemplari)
- Norwegian Air Sweden (14 esemplari)
- SunExpress (14 esemplari)